# فريد برجر
فريد برجر (بالألمانية: Fred Berger)‏ هو ممثل نمساوي، ولد في 5 ديسمبر 1894 بفيينا في النمسا.

## وصلات خارجية
- فريد برجر على موقع IMDb (الإنجليزية)
- فريد برجر على موقع قاعدة بيانات الفيلم (الإنجليزية)